# پای پارتنرز
پای پارتنرز (انگلیسی: PAI Partners) شرکت سرمایه‌گذاری فرانسوی است، که در سال ۱۹۹۸ تأسیس شد.